# فرایندهای صنعتی
فرایندهای صنعتی (انگلیسی: Industrial processes) به روش‌ها و فرایندهایی اطلاق می‌شود، که با هدف ساخت یک بخش یا اقلام مختلف، مجموعه‌ای از اقدامات شیمیایی، فیزیکی، الکتریکی و مکانیکی به‌کار گرفته می‌شود. این فرایندها اغلب در مقیاس بسیار گسترده انجام می‌شود. فرایندهای صنعتی اجزای کلیدی صنایع سنگین به‌شمار می‌آیند.